# Heiner Bröckermann
Heiner Bröckermann (* 1966 in Bremerhaven) ist ein deutscher Berufsoffizier und Historiker. Bröckermann ist Oberstleutnant der Bundeswehr und Leiter des Projektbereichs Grundlagen der Abteilung Bildung am Zentrum für Militärgeschichte und Sozialwissenschaften der Bundeswehr sowie Dozent am Historischen Institut der Universität Potsdam.

## Leben
Bröckermann besuchte das Gymnasium Wesermünde, das er 1986 mit dem Abitur verließ. Noch im selben Jahr trat er in die Bundeswehr ein und absolvierte eine Ausbildung zum Unteroffizier und Truppenoffizier. Von 1990 bis 1994 studierte er Geschichte, Sozialwissenschaften und Evangelische Sozialethik an der Universität der Bundeswehr in Hamburg und der Westfälischen Wilhelms-Universität in Münster. 1996 besuchte er den Cours de perfectionnement des officiers subalternes an der École supérieure et d’application des transmissions in Rennes.
Im Anschluss war Bröckermann Kompaniechef in Sigmaringen und Potsdam mit Auslandseinsatz in der SFOR während der Friedensmission in Bosnien und Herzegowina. Es folgten ab dem Jahre 2000 Tätigkeiten als Lehrstabsoffizier an der Offizierschule des Heeres in Dresden und von 2003 bis 2010 als Wissenschaftlicher Mitarbeiter im Forschungsbereich Militärgeschichte der DDR am Militärgeschichtlichen Forschungsamt in Potsdam, wo er auch bis 2011 als Pressestabsoffizier sowie Leiter des Bereiches Anfragen tätig war.
2011 wurde Bröckermann an der Philosophischen Fakultät der Potsdamer Universität mit einer Dissertation über die Landesverteidigung und Militarisierung in der DDR während der 1970er und 1980er Jahre zum Dr. phil. promoviert. Seine Arbeit erschien noch im selben Jahr mit dem Titel Landesverteidigung und Militarisierung. Militär- und Sicherheitspolitik der DDR in der Ära Honecker 1971–1989 als 20. Band der Reihe Militärgeschichte der DDR im Ch. Links Verlag.
Bis 2016 war Bröckermann Leiter der Gruppe Truppenfachlehrer sowie Dozent für Militärgeschichte an der Unteroffizierschule des Heeres. 2017 wurde er Leiter des Projektbereichs Grundlagen der Abteilung Bildung am Zentrum für Militärgeschichte und Sozialwissenschaften der Bundeswehr in Potsdam. Er übernimmt seit 2016 regelmäßig Lehraufträge als Dozent für Militärgeschichte und Kulturgeschichte der Gewalt am Historischen Institut der Universität Potsdam.
Heiner Bröckermann ist Autor und Herausgeber zahlreicher Fachveröffentlichungen. Von 2006 bis 2008 war er Redakteur und Mitautor der Zeitschrift Militärgeschichte. Zeitschrift für historische Bildung. Er war Herausgeber und Bearbeiter der Sitzungsprotokolle des Nationalen Verteidigungsrates der DDR von 1960 bis 1989, ein Editionsprojekt mit Texten zur Entwicklung der Verteidigungsräte im Warschauer Pakt im Auftrag des Militärgeschichtlichen Forschungsamtes, des Bundesarchivs und des Instituts für Zeitgeschichte. Das Projekt wurde von der Bundesstiftung Aufarbeitung gefördert und erschien 2008. Für das deutsch-dänische Dozentenkolloquium Krig og fred – Krieg und Frieden übernahm er 2019 die Herausgabe des Tagungsbandes. Für das Fernsehmagazin Echt des Mitteldeutschen Rundfunks war er Mitarbeiter einer Sendung über die Operation Hamster, die im Februar 2018 erstmals gezeigt wurde.
Bröckermann ist Mitglied in der Deutschen Kommission für Militärgeschichte der Internationalen Kommission für Militärgeschichte, dem Arbeitskreis Sächsische Militärgeschichte, der Deutschen Gesellschaft für Heereskunde sowie im Arbeitskreis Militärgeschichte im Förderverein des Potsdam-Museums.

## Veröffentlichungen (Auswahl)
- Landesverteidigung und Militarisierung. Militär- und Sicherheitspolitik der DDR in der Ära Honecker 1971–1989. (Dissertationsschrift), Links, Berlin 2011, ISBN 978-3-86153-639-0.
- Burgen, Befestigungen, Bunker. als Mitautor, Militärgeschichtliches Forschungsamt, Potsdam 2012, ISBN 978-3-941571-23-5.
- Damit hatten wir die Initiative verloren. Zur Rolle der bewaffneten Kräfte in der DDR 1989/90. als Mitautor, Links, Berlin 2014, ISBN 978-3-86153-809-7.
- Militarisierung der DDR. Landeszentrale für politische Bildung Thüringen, Erfurt 2018, ISBN 978-3-946939-24-5.
- Krig og fred – Krieg und Frieden. Wegmarken der deutsch-dänischen Geschichte 1848 bis 1955. als Herausgeber, Zentrum für Militärgeschichte und Sozialwissenschaften der Bundeswehr, Potsdam 2019, ISBN 978-3-941571-49-5.
- Henning-von-Tresckow-Kaserne. Geltow, Schwielowsee. als Herausgeber, Zentrum für Militärgeschichte und Sozialwissenschaften der Bundeswehr, Potsdam 2021, ISBN 978-3-941571-39-6.